# الفبای بین‌المللی نویسه‌گردانی سانسکریت

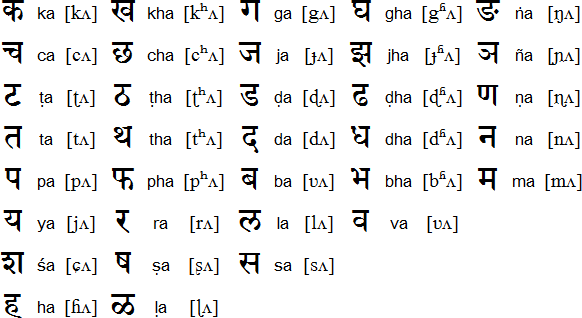
الفبای بین‌المللی نویسه‌گردانی سانسکریت

الفبای بین‌المللی نویسه‌گردانی سانسکریت (انگلیسی: International Alphabet of Sanskrit Transliteration یا به اختصار IAST) شیوه‌ای برای نویسه‌گردانی دبیره‌های براهمایی (که در زبان سانسکریت و زبان‌های هندی مرتبط دیگر از آن‌ها استفاده می‌شود) به صورت لاتین‌نویسی و بدون از دست دادن اطلاعات تلفظی است. این شیوه را ویلیام جونز، چارلز ترولیان، مونیه مونیه-ویلیامز و دیگر محققان و مستشرقان در قرن نوزدهم میلادی پایه گذاردند و بعدها در سپتامبر ۱۸۹۴ در کنفرانس کمیته نویسه‌گردانی زبان‌های شرقی در ژنو استانداردی برای آن تدوین شد.
IAST به خواننده اجازه می‌دهد که متون هندو را بدون ابهام و دقیقاً همانگونه که در خط کهن هندی نوشته شده بخواند. به‌دلیل وفاداری این الفبا به خط کهن هندی، این الفبا هنوز بین محققان محبوب است.